# محمود غازان

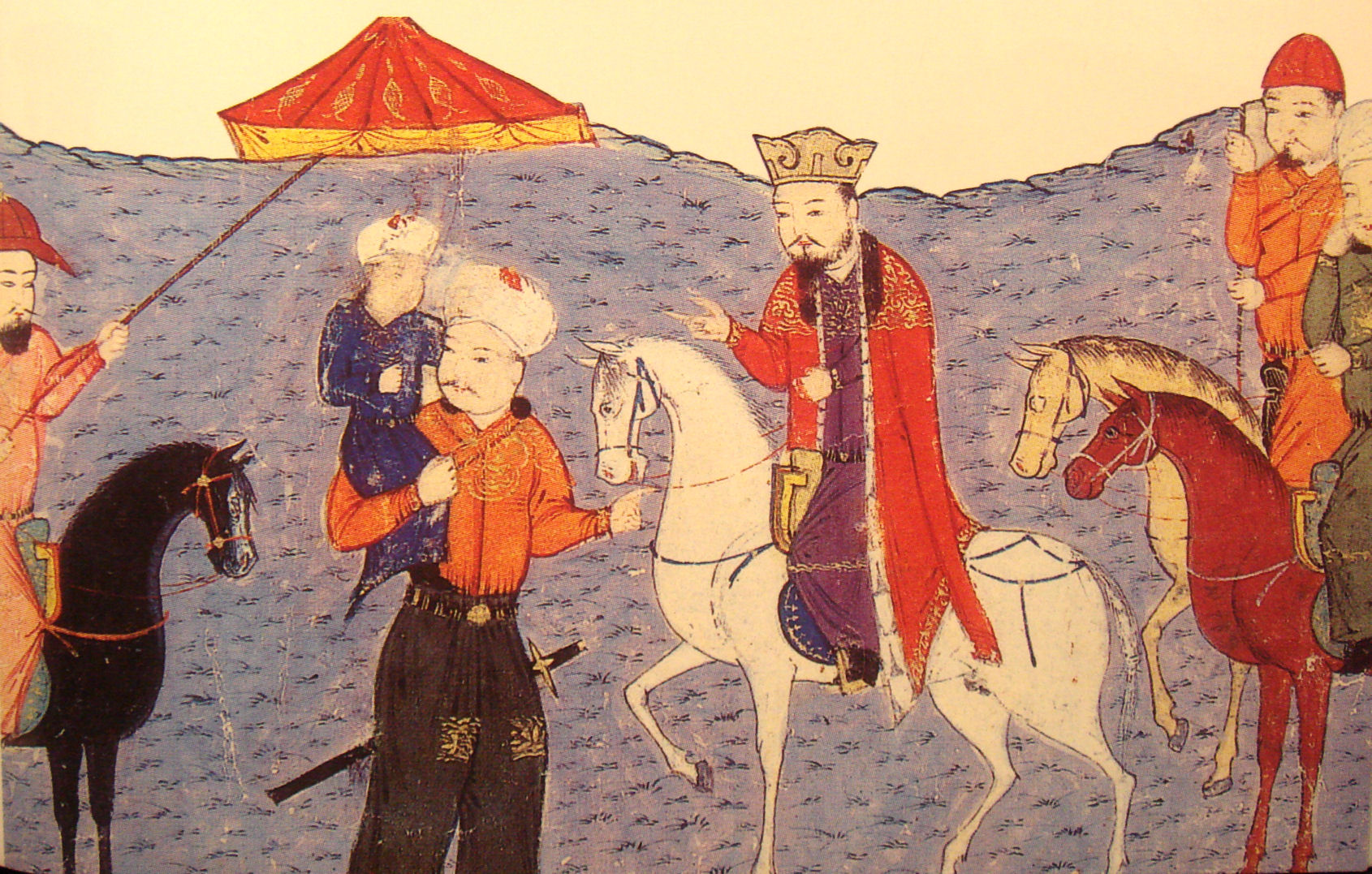
غازان الطفل بين يدي أحضان والده أرغون، والذي يقف بجانب أبيه أباقا الجالس على حصانه

محمود غازان بن أرغون (1271–1304) (بالمنغولية: Газан)، (بالصينية: 合贊) سابع سلاطين الإلخانية في إيران، حكم ما بين سنة 1295 حتى وفاته 1304. وهو ابن أرغون خان وزوجته قوتلوق خاتون، وهو من سلالة ملكية تنتهي إلى جنكيز خان. ويعتبر بأنه أبرز ملوك دولة الإلخانات وأقواهم، وهو من طراز جده هولاكو وأباقا، وقد اعتنق الإسلام سنة 694 هـ / 1295 م قبل توليه الحكم، مما اعتبر انها نقطة تحول بالنسبة لديانة المغول في آسيا الوسطى، وزوجته هي كوكيجين إحدى أميرات المغول وقد أرسلها إليه قوبلاي خان يرافقها ماركو بولو من العاصمة المنغولية إلى الإلخانات. ويعتبر عهد غازان هي الفترة التي تحول فيها المغول من حياة البدو إلى الاستقرار، وأصبحوا يندمجون ويذوبون في البيئة الجديدة التي عاشوا فيها.
وقد كانت له حروب مع المماليك للسيطرة على الشام، وكذلك معاركه مع خانية جغتاي. وقد استمر غازان أيضا بالاتصالات الدبلوماسية مع أوروبا، مكملا محاولات أسلافه الفاشلة لتشكيل تحالف مغولي صليبي. ويوصف غازان بأنه صاحب جثة صغيرة وشكل قبيح وفكر ثاقب محبا للعدل، وهو معروف عند المغول بعلمه وحكمته، ويتكلم عدة لغات كالعربية والفارسية والهندية والصينية واللاتينية والتبت إضافة إلى لغته الأم المنغولية، وله هوايات متعددة، وقام بالعديد من الإصلاحات في بلاده. وخصوصا في مسألة توحيد العملة والسياسات المالية.
كان محمود غازان يرى أنه أكثر كفاءة وأعظم قدرة من بايدو فنازعه على الحكم وتطور النزاع حتى شكل الطرفان جيشا، والتقيا في معركة حاسمة في 5 رجب 694 هـ/21 مايو 1295 م، وأسفرت المعركة عن رجحان كفة غازان، فأيقن بايدو خان بحلول هزيمته؛ فحاول الهرب من أذربيجان إلى جورجيا ولكن ألقي القبض عليه بالقرب من ناخيتشيفان، وقد أعدم بعد تسلمه الحكم بخمس أشهر أي بتاريخ 5 أكتوبر 1295. وقد اشترط عليه الأمير نوروز أن يسلم إن كان يريد دعمه لمواجهة أخيه، فأسلم على يد الشيخ صدر الدين إبراهيم ابن الشيخ سعد الدين حمويه الجويني وتسمى باسم محمود، وبإسلامه اعتنق ما يقرب من مئة ألف شخص من قومه التتار الإسلام، وقد عجّل هذا بالقضاء على خصمه. تخبر بعض المصادر أنه اعتنق الإسلام على يد وزيره العالم الفارسي رشيد الدين فضل الله همداني (المعروف برشيد الدين الطبيب، مسلم مولود لأبوين يهوديين).
بعد أن تولى محمود غازان الحكم أصدر قرارا ً يقضي بأن الإسلام هو الدين الرسمي للدولة. انقطعت الروابط التي كانت تربطه ببلاط الخاقان الأعظم للمغول في الصين. قام بعدد من الإصلاحات، تناولت شئون الإدارة والمال والاقتصاد والقضاء والعمران والتشييد في بلاده، ونقش على النقد اسمه وألقابه باللغات العربية والمغولية والتبتية. كان محبا للثقافة والمعرفة شغوفا بالتاريخ متقنا للفارسية، اشتغل في فترة من حياته بالكيمياء، وكان له معمل في قصره يقضي فيه أوقاتا طويلة بين كتبه وتجاربه. قام بتجميل عاصمة مملكته تبريز بأبنية فخمة منها مسجد عظيم، ومدرسة كبيرة، ودار للكتب، ودار لحفظ الدفاتر والقوانين التي استنها، ومرصد فلكي، وبستان، ومستشفى وخانقاه للمتصوفة.

## الطفولة
عندما ولد غازان كان الذي يحكم الإلخانات جده أباقا خان. أما والده فقد كان نائب الخان أباقا على خراسان (ووليا للعرش). أما غازان فهو أكبر أبناء أرغون، وقد ترعرع في الخيمة الملكية لزوجة جده أباقا وتسمى بولوغان خاتون ولم يكن لديها أبناء.
عمد غازان وترعرع كمسيحي، وكذلك أخاه أولجايتو. وكان المغول متسامحين تقليديا مع تعدد الأديان، وعندما شب غازان، تلقى تعليمه على يد راهب صيني علمه البوذية وعلمه الأبجدية المنغولية والأويغورية.
وبعد وفاة أباقا سنة 681 هـ / 1282 م استلم والده الحكم كخان لمملكة الإلخانات، وأصبح غازان ذو 11 سنة نائب الخان، وتم نقل العاصمة إلى خراسان مع باقي القبيلة التي تتبعه.

## ولاية العهد
وشارك الفتى غازان في الأنشطة التقليدية المنغولية مثل الصيد وركوب الخيل. رفاقه هم قطلوشاه من قبيلة المانغيت المغولية، ونورين آغا من قبيلة الجورغين وسعد الدين سواجي.

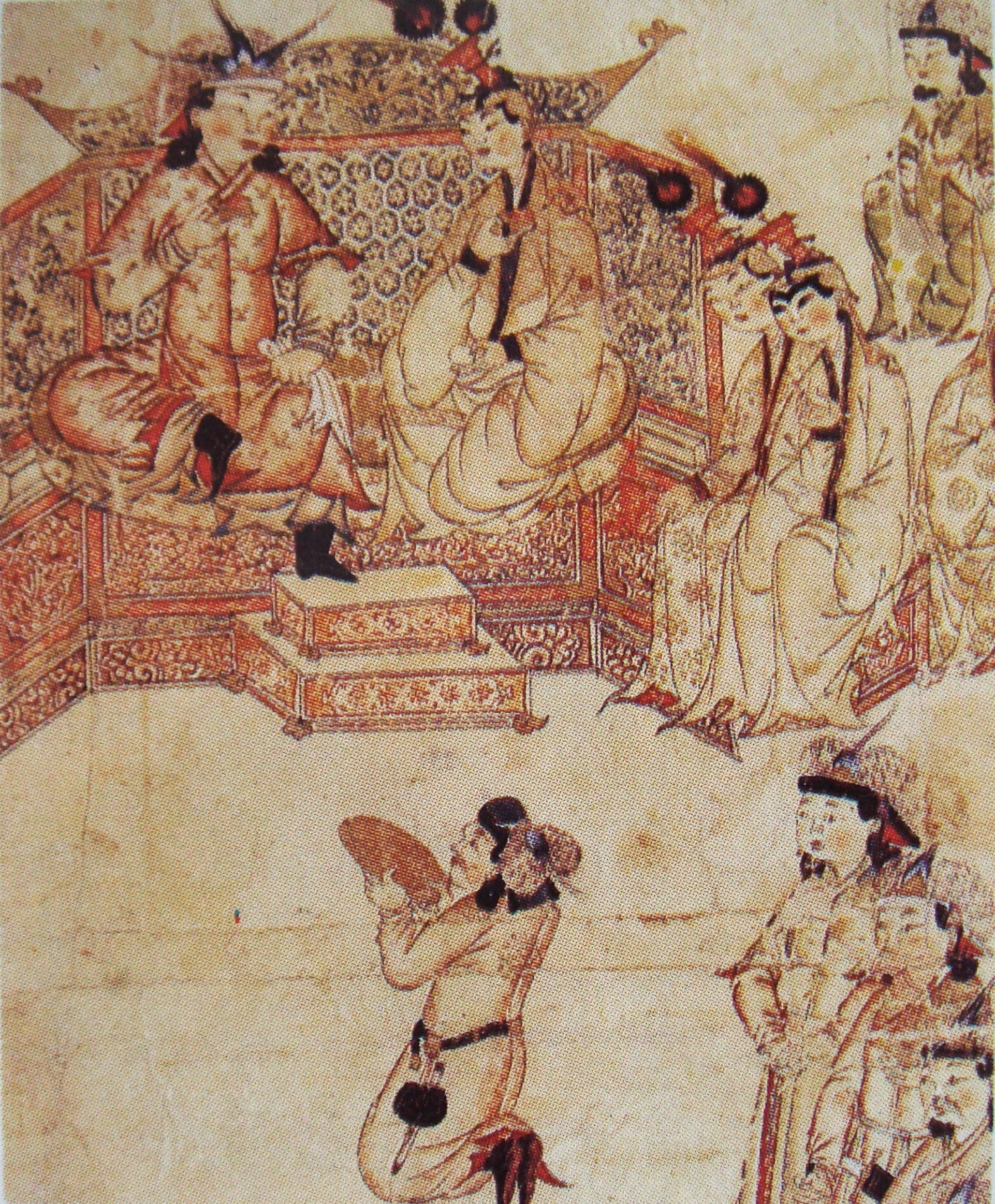
غازان مع زوجته في بلاطه

نشب في عام 1289 صراع داخلي عندما ثار أحد الأمراء المغول ويسمى نوروز ضد أرغون، وهو أحد أمراء عشائر الأويرات المغولية، وقد كان أبوه حاكما لفارس قبل وصول هولاكو. فعندما هزم نوروز فر من الإلخانات فارس وتحالف مع الخان كايدو حاكم خانية جغتاي، وهو زعيم بيت أوقطاي خان الذي ينتسب إلى جنكيز خان. مما أضطر بغازان أن يقضي عشر سنوات في الدفاع عن حدود الخانات ضد غارات مغول الجغاتاي في آسيا الوسطى.
عندما قتل والده أرغون سنة 1291، لم يستطع غازان أن يطالب بالحكم في العاصمة، بسبب انشغاله بالحرب مع غارات نوروز، وكذلك ظهور حركة تمرد ومجاعة في كلا من خراسان ونيسابور. فقد يكون قائد الجيش المسمى تاغاجار والذي خدم ثلاثة أجيال من حكام الإلخانات وراء مقتل أرغون ودعم عم غازان جايخاتو كحاكم جديد للإلخانات. فقد كان غازان مواليا لعمه وإن رفض الانصياع لأوامر جايخاتو في إدخال العملة الورقية إلى محافظته بحجة أن المناخ في خراسان هو رطب بشكل دائم مما يسبب بتلف تلك العملة. في العام 1294/1295 تمكن غازان من هزيمة نوروز وأسره في نيسابور، وقد أصبح نوروز بعد ذلك أحد قادة غازان.
خلال حكم جايخاتو، كانت زوجة غازان الأساسية هي كوكجين، إحدى أميرات المغول وقد أرسلها إليه قوبلاي خان يرافقها ماركو بولو من العاصمة المنغولية إلى الإلخانات. وقد كانت مرسلة لتكون زوجة أبيه، الإلخان أراغون، ولكنه قتل خلال إحدى رحلاته الطويلة خارج العاصمة، فتزوجها الابن غازان عوضا.

## الثورة وتولي الحكم
في سنة 1295 قتل إلخان جايخاتو، فاتهم فيها تاغاجار قائد الجيش ومعه المتآمرون الذين قتلوا أرغون من قبل بنفس الطريقة. ووضعوا على العرش من بعده بايدو بن طرقان ابن عم غازان. إلا أن بايدو كان حاكما صوريا، فقد سمح للمتآمرين الذين اغتالوا سلفه بأن يقتسموا المملكة فيما بينهم، إلا أن وخلال أشهر قليلة ثار غازان على بايدو، مطالبا بالعرش. فالتقيا في معركة انتصر فيها غازان ثم أعدم بايدو بعد ذلك في يوم 5 أكتوبر 1295. وقد أعان غازان في حربه تلك عدوه السابق الأمير المنغولي المسلم نوروز، الذي اشترط عليه بمساعدته عسكريا إن هو أسلم، وهذا ماحصل، فقد تحول غازان إلى المذهب السني الحنفي يوم الجمعة (4 شعبان 694 هـ/ 19 حزيران 1295) وقيل في يوم 16 يونيو 1295. وأيضا حصل غازان الدعم من تاغاجار قائد الجيش، لكن غازان كان ينظر إليه بعين الريبة واعتبره غير موثوق به ونفاه إلى الأناضول، وقد قتله بعد ذلك بسرية.
كجزء من اعتناقه للإسلام، فقد غير غازان اسمه الأول إلى محمود، وبدأت العقيدة الإسلامية تزداد قوة وشعبية داخل الأراضي المنغولية. إلا أن غازان لا زال يمارس وبسرية الديانة الشامانية ويعبد الإله تنغري، ويكرم الأسلاف، ويعبد الله كأساس لعقيدة الإسلام التوحيد. وقد شجع ثقافة المغول القديمة أن تزدهر، وكذلك أظهر تسامحا في تعدد الأديان، فتسامح مع الشيعة واحترم ديانات شعوب مملكتي جورجيا وأرمينيا. وكذلك استمر قانون الياسا المنغولي على وضعه، واستمر أيضا تأثير المغول الشامانيين السياسي طوال حكمي غازان وأخيه أولجايتو، ولكن تلك التقاليد البالية مالبثت أن تحللت بعد رحيل أولجايتو. وقد حصلت بعض الاضطرابات الدينية في عهد غازان والتي كانت بسبب تحريض مباشر من نوروز، الذي أصدر مرسوما رسميا لمعارضة الديانات الأخرى في الإلخانات. واضطهد الموالون لنوروز البوذيين والمسيحين ولم يسلم منهم حتى البوذيون الإيرانيون، وتم نهب الكاتدرائية المسيحية في العاصمة المنغولية مراغة. وقد وضع غازان حدا لتلك الممارسات من خلال إصدار مرسوم يعفي المسيحيين من الجزية. في مايو 1297 اعتقل غازان أنصار نوروز بتهمة الخيانة، ثم أرسل حملة لملاحقة نوروز نفسه، والذي كان في ذلك الوقت قائد الجيش في خراسان. وانتصرت قوات غازان على نوروز في معركة بالقرب من نيسابور ففر نوروز لاجئا إلى ملك هيرات شمال أفغانستان، لكن ملك هيرات غدر به وأرسله إلى غازان والذي أعدمه فورا في 13 أغسطس.
تمكن غازان بعد ذلك من السيطرة على الوضع، وعين سنة 1298 رشيد الدين فضل الله الهمذاني (وهو مسلم من أصول يهودية) كوزيرا له، واستمر رشيد الدين على منصبه قرابة عشرين عاما حتى سنة 1318. وقد كلفه غازان بأن يكتب عن تاريخ المغول ودولتهم، فتم ذلك وأسماه جامع التواريخ. كتب في التاريخ منذ بداية آدم إلى الزمن الذي حكم فيه أولجايتو خليفة غازان.

### العلاقات مع الخان العظيم والخانات الأخرى في الإمبراطورية المغولية

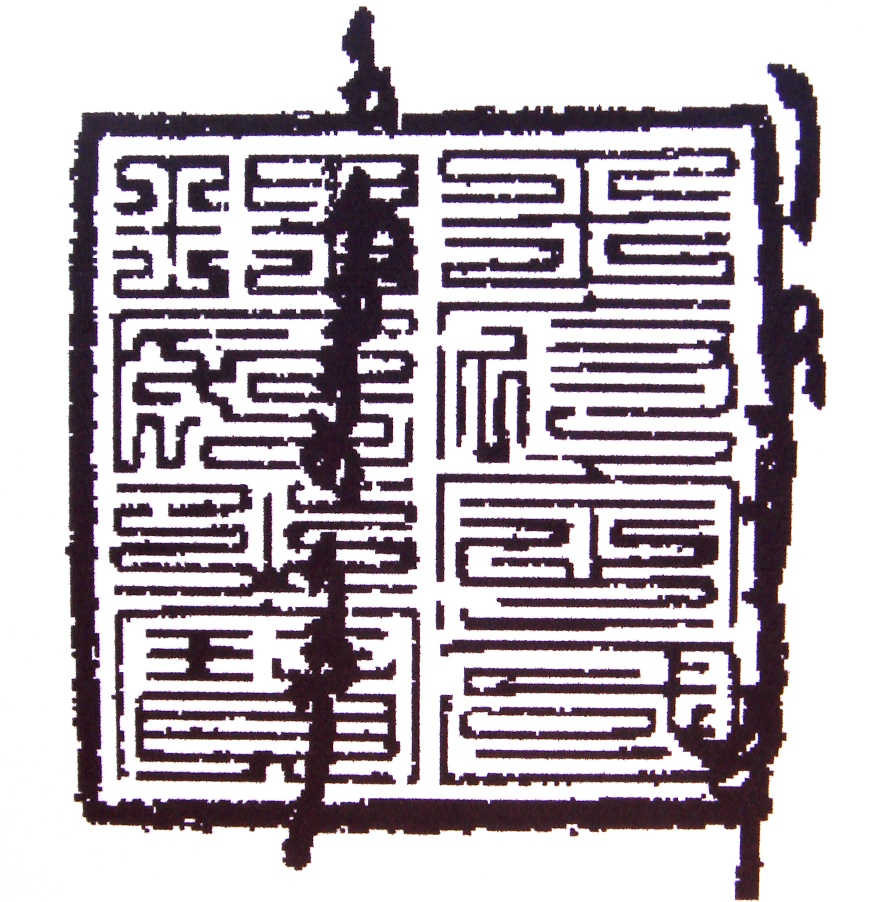
ختم محمود غازان

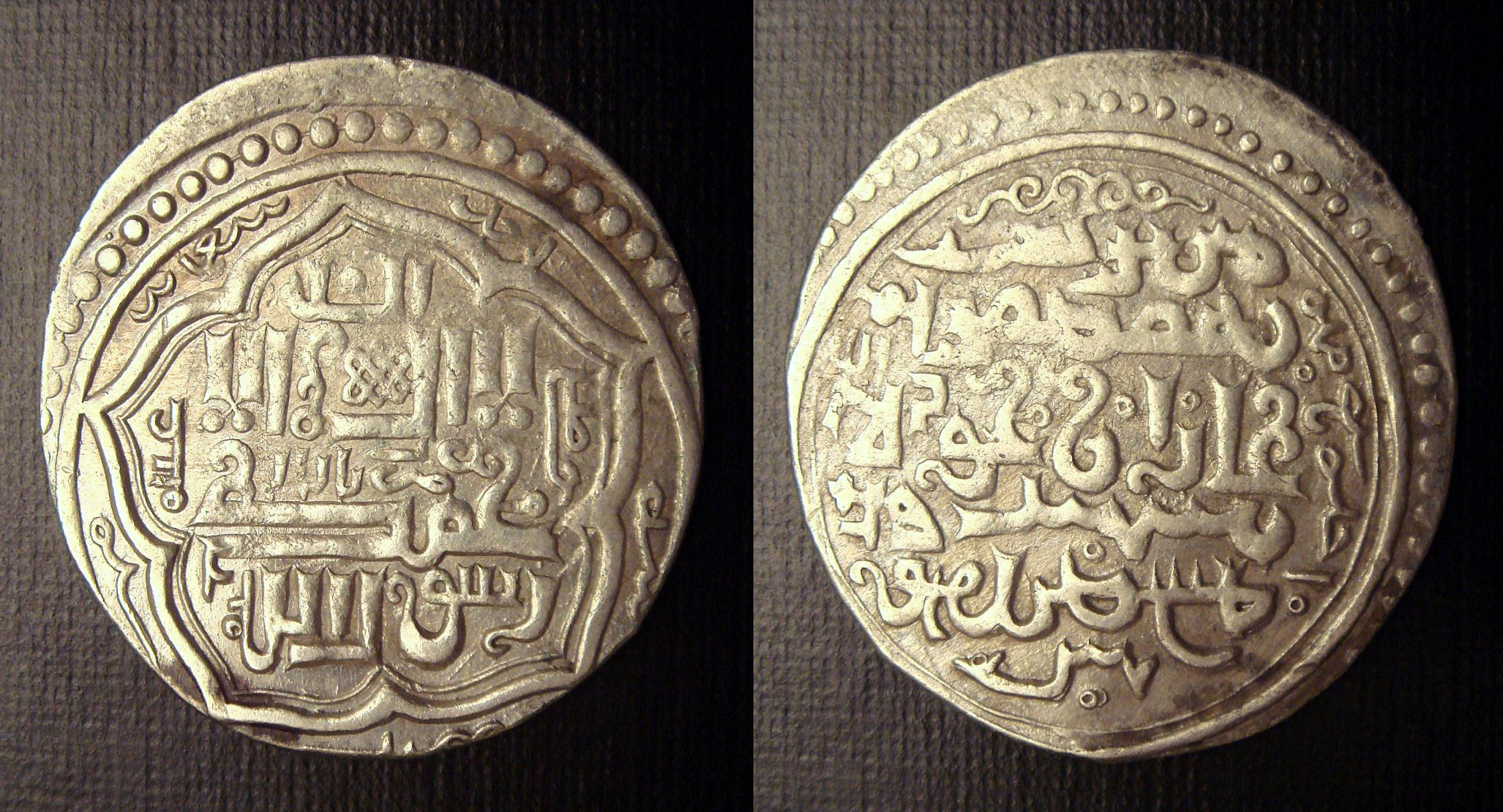
عملة فضية تحمل اسم غازان

خفف غازان مشاكله مع القبيلة الذهبية، ولكن مشاكله مع عائلة أوقطاي خان المعروفين باسم الأقطائيين، وكذلك خانية جغتاي في أواسط آسيا لا تزال تشكل تهديدا خطيرا ومستمرا لكلا من دولة الإلخانات وسادتهم الخان العظيم في الصين وهو حليفه الرئيسي. فعندما استلم غازان الحكم، هاجم خان خانية جغتاي دوا خراسان سنة 1295. فأرسل غازان اثنين من أقاربه لطرد جيش خانية جغتاي ولكنهم اختفوا في الصحراء. فعندما قبض على الخونة أعدمهم، فبدأ بعض كبار الأمراء المنغول بالتخلي عنه. وقد ثار كل من بالتو الجلائري وسلاميش الأويراتي في تركيا ضد القوانين الإليخانية سنة 1296 و 1299. أما سلاميش فقد رحب به في مصر المملوكية، مما اخر خطة غازان لغزو سوريا، مع أنه هزم كلا القائدين الثائرين ضده. إلا جانب حربه للثوار وغزوه لقبيلة نيجودريس التابعة لخانية جغتاي في أفغانستان مما صعب من مهمته لغزو سوريا.
حافظ غازان على العلاقات القوية مع الخان العظيم في يوان ومع القبيلة الذهبية, ففي سنة 1296 أرسل تيمور خان خليفة قوبلاي خان قائده العسكري بايجو إلى مغول فارس. وبعدها بخمس سنوات أرسل غازان اتباعه لجمع إيرادات أملاك هولاكو في الصين. وخلال الفترة هناك قدموا التحية للخان تيمور واشتركوا في المهرجانات الثقافية مع مغول أوراسيا. كما دعا غازان خانات المغول الآخرين للتوحد تحت الخاقان تيمور، والذي يدعمه أعداء كايدو وهو بايان خان زعيم القبيلة البيضاء

### حرب المماليك-إلخانات

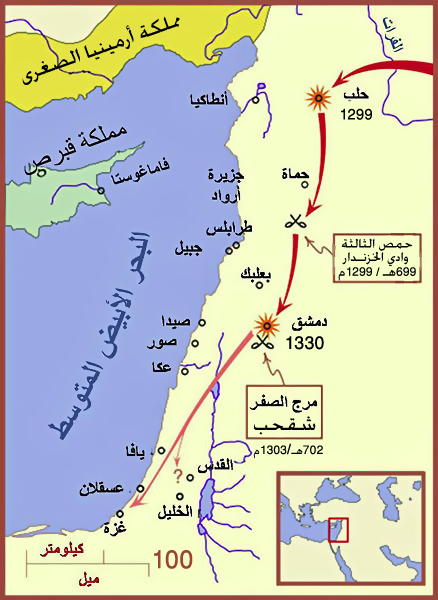
حروب المغول في الشام 1299 - 1300

مع أن غازان كان مسلما إلا أنه لم يتوقف من غزوه للشام. وهو أحد قادة المغول الكثر الذين كانت لهم علاقات دبلوماسية مع الأوروبيون والصليبيون في محاولة لتشكيل حلف مغولي-فرنجي ضد عدوهم المشترك وهم المماليك. ويوجد بجيشه قوات مسيحية من الأرمن والجورجيون. وكانت الخطة هي تنسيق الإجراءات بين جيش غازان والأنظمة العسكرية المسيحية وحكام قبرص لهزم المماليك وقهرهم، ثم بعد ذلك يستعيد الأوروبيون القدس. وقد عمل العديد من الأوروبيون لدى بلاط غازان في فارس، وقد نال العديد من هؤلاء المغامرين المناصب العليا في الدولة.
بدأ غازان بالمسير مع جيوشه إلى الشام في أكتوبر 1299 ودعا المسيحيين بالانضمام اليه. وتمكن جيشه من الاستيلاء على حلب، وانضم إليه هناك تابعه الملك هيتوم الثاني ملك الأرمن ومن ضمن قواته بعض فرسان الهيكل وفرسان القديس يوحنا، ومن الذين اشتركوا بباقي الحملة. وقد هزم المغول وحلفائهم المماليك في معركة وادي الخزندار بتاريخ 27 ربيع الأول 699 هـ / 23 أو 24 ديسمبر من عام 1299، ومع أن خسائر المماليك كانت قليلة (من 200 وحتى الألف شهيد) مقابل خسائر المغول (من 5 إلى 14 ألف قتيل). ونهب المغول الأغوار حتى بلغوا القدس، ووصلوا إلى غزة حيث قتلوا بعض الرجال في جامعها. وتقدمت جيوش غازان ودخلت دمشق في الفترة ما بين 30 ديسمبر 1299 و6 يناير 1300 ونهبوها، ولكن صمدت امامهم قلعتها، ورفض الأمير علم الدين سنجر المنصوري نائب قلعة دمشق المعروف بأرجواش الخضوع لغازان وتحصن في القلعة.

#### لقاء غازان مع ابن تيمية

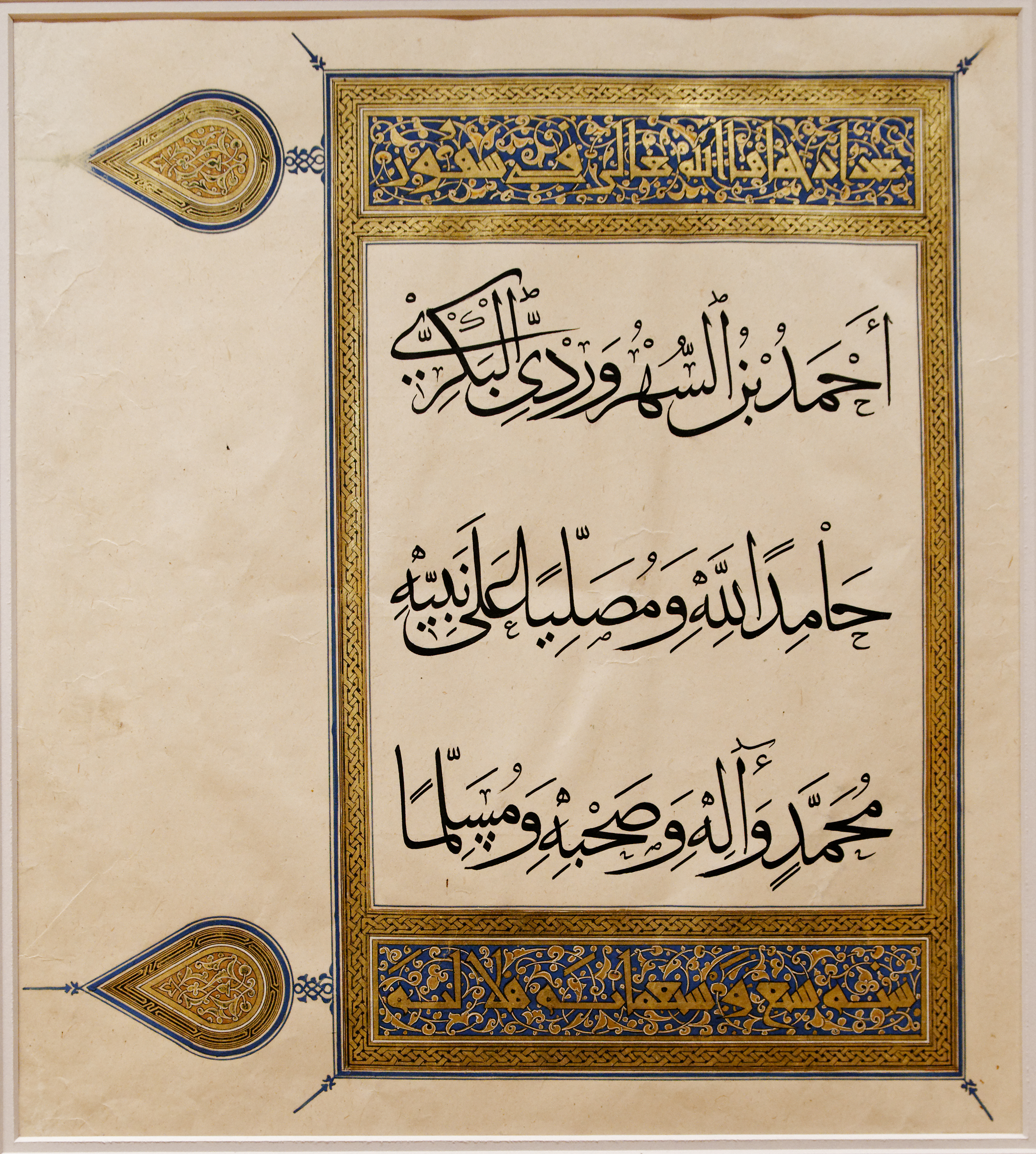
مصحف مخطوط في عهد الإلخانية

بعد انتصار جيش غازان عاث جنوده في البلاد، فدبت الفوضى فيها خاصة بعد أن فر والي دمشق ومحتسبها إلى مصر، لذا فقد اجتمع ابن تيمية بأعيان دمشق يوم الإثنين 3 ربيع الآخر 699 هـ / 28 ديسمبر 1299 م واتفقوا على السير إلى السلطان غازان الموجود في بلدة النبك المجاورة والتحدث إليه. فلما وصلوا إلى غازان ودخلوا عليه أخذ ابن تيمية يحث السلطان بقول الله ورسوله بالعدل ويرفع صوته ويقرب منه في أثناء حديثه حتى قرب ان تلاصق ركبته ركبة السلطان، والسلطان مع ذلك مقبل عليه ومصغ لما يقوله. وقال ابن تيمية للترجمان: «قل لغازان انك تزعم أنك مسلم ومعك قاض وإمام وشيخ ومؤذنون على مابدا لنا فغزوتنا وأبوك وجدك كانا كافرين وماعملا الذي عملت، عاهدا فوفيا وأنت عاهدت فغدرت وقلت فما وفيت وجرت». ومع أنه حصل على وثيقة أمان من غازان إلا أنهم نقضوها واستمروا في نهب المدينة عدا القلعة، التي رفض ارجواش تسليمها بإيعاز من ابن تيمية.
ثم عادت معظم تلك الجيوش في فبراير، وقد يكون ذلك بسبب حاجة خيلهم إلى المراعي. ثم وصل إلى القاهرة وفد من غازان بطلب الصلح ووافق الملك الناصر على الصلح، إلا أن طلب غازان للصلح كان مجرد مناورة منه لكسب الوقت للتعرف على استعدادات وتحركات الملك الناصر. خلال تلك المدة أبقى غازان بعض القوات المغولية (حوالي 10,000 خيال) تحت قيادة مولاي المغولي وحكم سوريا لحوالي 3 أشهر غزا خلالها حتى القدس وغزة، ولكنه ارتد بسرعة عندما علم بعودة المماليك في مايو 1300.
في يوليو 1300 شكل الصليبيون أسطولا صغيرا من 16 سفينة كبيرة مع بعض المراكب الصغيرة للإغارة على ساحل الشام وقد كان معهم سفير غازان. وحاولت تلك القوة إقامة قاعدة في جزيرة أرواد الصغيرة، وشن الغارات على طرطوس إلى حين وصول جيوش غازان. ومع ذلك فقد تأخر الجيش المغولي، فانسحبت تلك القوة الصليبية عائدة إلى قبرص، وترك حامية على أرواد التي حاصرها المماليك واستولوا عليها سنة 1303 (أنظر سقوط أرواد [الإنجليزية])

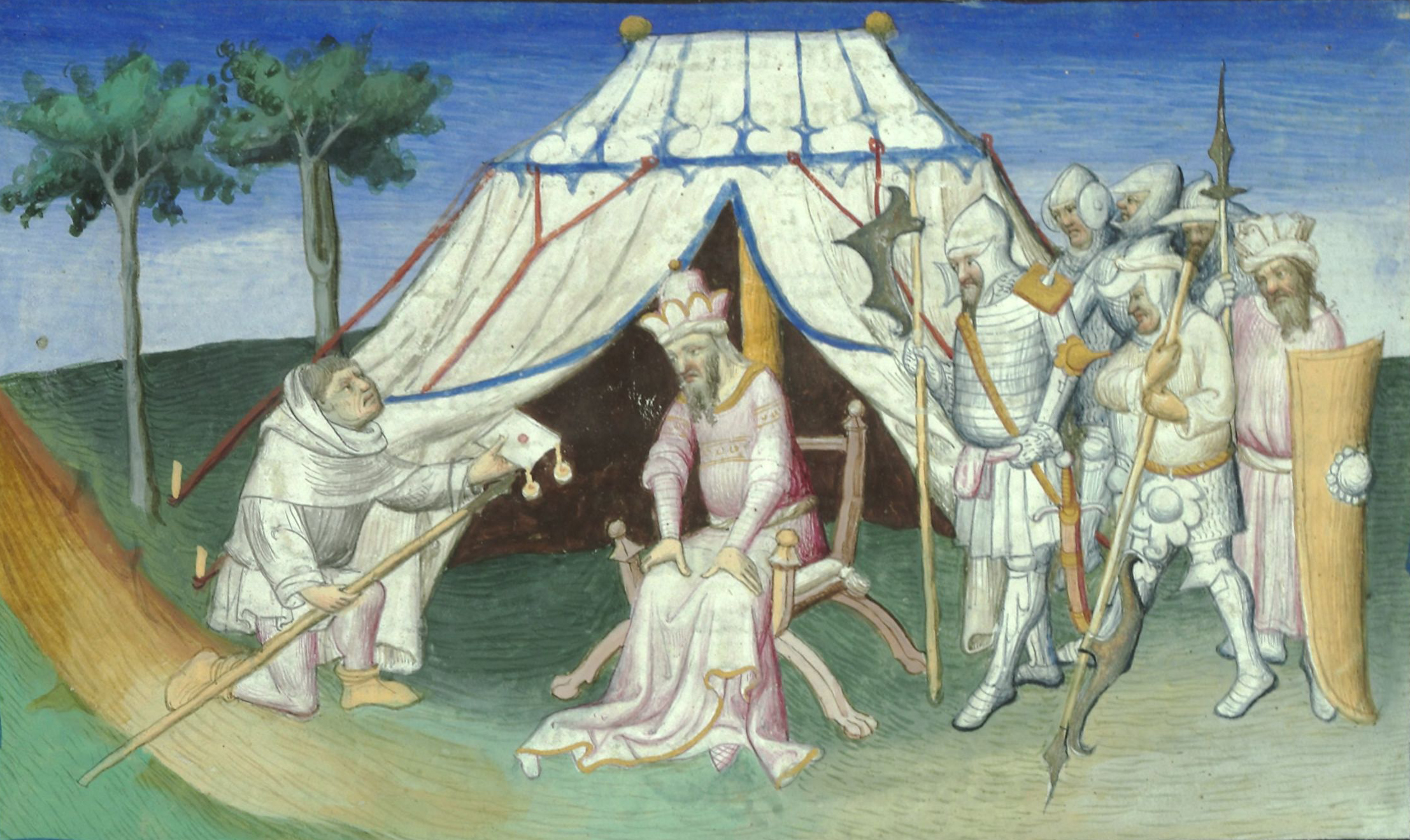
غازان يأمر ملك أرمينيا الصغرى هيتوم الثاني بإرسال جيشه مع قطلوشاه في هجومه على دمشق 1303.

تقدم المغول في فبراير 1301 بقوة تعدادها 60000 مقاتل، ولكنها لم تتمكن من القيام بأي عمل عسكري سوى ببعض المداهمات والاجتياحات. فحاول القائد قتلغ شاه نويان (قطلوشاه) إبقاء 2 تومين (أي 20000 خيال) متمركزين في غور الأردن، ولكن سرعان ما اضطر إلى الانسحاب.
وضعت خطة أخرى مع الفرنجة لهجوم مشترك في فصل الشتاء القادم، وفي أواخر 1301 سأل غازان البابا بونيفاس الثامن أن يرسل إليه مقاتلين وكهنة وفلاحين وذلك لكي يعيد للفرنجة القدس مرة أخرى. ولكن غازان وللمرة الثانية لم يظهر مع قواته. ثم كتب مرة أخرى إلى البابا في 1302 وأرسل سفراءه إلى بلاط الملك كارلو الثاني أنجو والذي رد سفارة غازان بسفارة أخرى في 27 أبريل 1303‏.
وفي سنة 1303 أرسل غازان رسالة أخرى إلى إدوارد الأول مؤكدا له أن جده الكبير هولاكو خان وعد بأن المغول سيعطون القدس للفرنجة مقابل الحصول على مساعدة ضد المماليك. وقد حشد المغول مع أتباعهم الأرمن قوة مؤلفة من حوالي 80000 مقاتل لصد جيش قطلوغ خواجة [الإنجليزية] ملك خانية جغتاي. وبعد انتصاره على الجغتائيين توجه مباشرة صوب سوريا، واتجهوا كالعادة إلى دمشق لكن قواته منيت بهزيمة قاسية أمام المماليك في معركة سهل شقحب، وطردوا من الشام إلى الأبد في 2 رمضان سنة 702 هـ / 20 إبريل 1303م، واعتبرت تلك الحملة آخر حملات المغول الكبرى صوب الشام.